# Zuurstofsaturatie

Zuurstofsaturatiemeter voor thuisgebruik

Zuurstofsaturatie is het gehalte van zuurstof in het bloed. In de geneeskunde wordt het bepaald als het deel van de zuurstofverzadigde hemoglobine ten opzichte van de totale hemoglobine (verzadigd en onverzadigd) in het bloed. Het menselijk lichaam regelt, via onder andere het ademhalingsstelsel, dat de zuurstofsaturatie in balans blijft.
Zuurstofsaturatie wordt uitgedrukt in een percentage. Voor gezonde mensen is een waarde van 95-99% zuurstofsaturatie normaal op zeeniveau. Een waarde onder 90% wordt desaturatie of hypoxemie genoemd. Dit begrip moet niet verward worden met hypoxie waarbij de organen onvoldoende zuurstof krijgen. Bij langdurige hypoxemie en/of hypoxie kan gezondheidsschade optreden. Als de zuurstofsaturatie onder de 80% zakt, kan er gezondheidsschade aan organen optreden.
In de bergen op grote hoogte is het normaal dat de zuurstofsaturatie van het bloed lager is. Tijdens flinke fysieke inspanning neemt het gebruik van de zuurstof door de spieren toe en is het normaal dat een lichte daling van het zuurstofgehalte plaatsvindt.
Verkeerd ademen kan ook een reden zijn die tot hypoxemie leidt. Door inzetten van ademhalingstechnieken kan het zuurstof in het bloed weer stijgen.

## Het bepalen van de zuurstofsaturatie

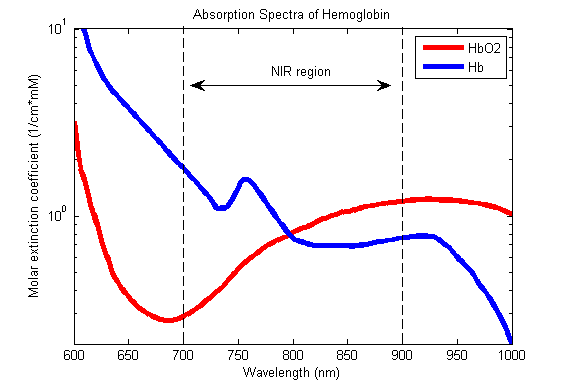
Absorptiespectra van oxyhemoglobine (HbO_{2}) en hemoglobine (Hb) voor nabij-infrarode golflengtes (NIR)

Er zijn verschillende methoden hoe de zuurstofsaturatie bepaald kan worden:
- SpO2: perifere zuurstofsaturatie met behulp van een zuurstofsaturatiemeter.
- SaO2: arteriële zuurstofsaturatie met behulp van een bloedgasanalyse.

Een zuurstofsaturatiemeter toont welk percentage van het hemoglobine in het bloed verzadigd is met zuurstof. De hartslag geeft een pulsatie in de absorptie en die variatie is geheel aan de hoeveelheid bloed in het weefsel toe te schrijven. Uit de verhouding tussen de absorptie van geoxygeneerd hemoglobine (de ene infraroodgolflengte) en de totale hoeveelheid hemoglobine (de andere infraroodgolflengte) is de zuurstofsaturatie te berekenen. Hemoglobine waar zuurstof aan gebonden is (bij verzadiging 4 moleculen O2 per molecuul hemoglobine), heeft een andere kleur dan hemoglobine zonder zuurstof.

## Zuurstofsaturatiemeter
Een zuurstofsaturatiemeter of pulsoxymeter is een apparaatje waarmee gemeten wordt in hoeverre het bloed met zuurstof verzadigd is. Dit kan gebeuren in de vorm van een 'knijper' die op de vinger gezet wordt om door middel van twee verschillende golflengten infrarood licht de absorptie bij passage door de vinger te meten, of met behulp van een smartphone met pulsoxymeter - hoewel laatstgenoemde alleen betrouwbaar is bij hogere saturatiewaarden.
Met een saturatiemeter kan makkelijk de eigen bloedsaturatie worden gemeten. Er zijn tegenwoordig verschillende saturatiemeters in omloop die geschikt zijn voor diverse leeftijdscategorieën. Een saturatiemeter is te koop vanaf enkele tientallen euro's. Om de saturatie te meten, wordt de saturatiemeter aan de vinger (of aan een oorlel) bevestigd. Vervolgens kan op het display worden afgelezen wat het zuurstofgehalte in het bloed is.
Daarnaast wordt de hartslag in slagen per minuut weergegeven. Vaak wordt een saturatiemeter gebruikt ter controle bij een operatie of in een ambulance.